# Mantura lutea
Mantura lutea é uma espécie de insetos coleópteros polífagos pertencente à família Chrysomelidae. A autoridade científica da espécie é Allard, tendo sido descrita no ano de 1859.
Trata-se de uma espécie presente no território português.